# Giám sát môi trường
Giám sát môi trường mô tả các quá trình và các hoạt động cần được thực hiện để giám sát chất lượng môi trường. Giám sát môi trường là một bước chuẩn bị để đánh giá tác động môi trường, cũng như các trường hợp ở đó các hoạt động của con người gây tác động có hại lên môi trường tự nhiên.Tất cả các chiến lược và chương trình giám sát được thiết kế để thiết lập trạng thái hiện tại của môi trường hoặc để thiết lập các chiều hướng các thông số môi trường. Trong tất cả các trường hợp kết quả giám sát sẽ được xem xét, phân tích thống kê và công bố. Các thiết kế của một chương trình giám sát do đó phải có liên quan đến việc sử dụng cuối cùng của dữ liệu trước khi bắt đầu giám sát.

## Giám sát chất lượng không khí
Giám sát chất lượng không khí được thực hiện bằng cách sử dụng thiết bị chuyên dụng và phương pháp phân tích được sử dụng để đo nồng độ ô nhiễm không khí.
Giám sát không khí được thực hiện bởi người dân,cơ quan quản
lý,các nhà nghiên cứu  để điều tra chất lượng không khí và ảnh hưởng của ô nhiễm
không khí. Giải thích số liệu giám sát không khí xung quanh thường liên quan đến
việc xem xét đến tính tiêu biểu theo không gian và thời gian của các dữ liệu
thu thập được, và những ảnh hưởng sức khỏe liên quan đến phơi nhiễm với các mức
theo dõi.
Khi ô nhiễm không khí được vận chuyển bởi gió, giám sát các
dữ liệu đo gió ở khu vực giữa nguồn thường cung cấp những thông tin về nguồn gốc
của các chất gây ô nhiễm không khí được ghi lại bởi các thiết bị giám sát
Mô hình phân tán không khí kết hợp địa hình, khí thải và các
dữ liệu khí tượng để dự đoán nồng độ ô nhiễm không khí thường hữu ích trong việc
giải thích các dữ liệu giám sát không khí

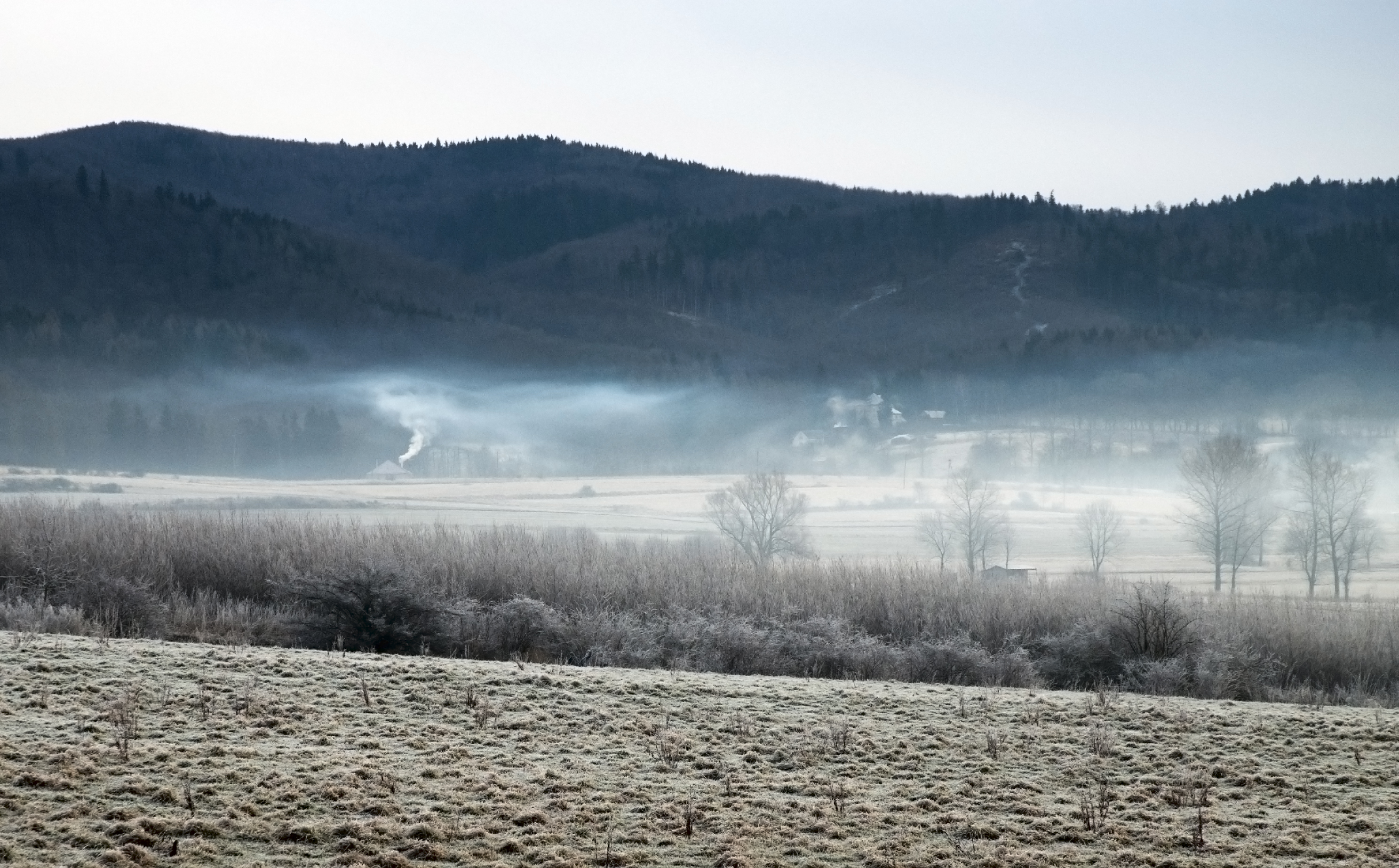
Một đảo ngược trong một thung lũng núi ở Ba Lan

Nếu theo dõi không khí tạo ra nồng độ của nhiều hợp chất hóa
học, một "dấu vân tay hóa học" độc đáo của một nguồn ô nhiễm không
khí đặc biệt có thể xuất hiện từ phân tích các dữ liệu.

## Giám sát chất lượng nước

### Thiết kế các chương trình giám sát môi trường
Giám sát chất lượng nước là sử dụng ít mà không có một xác định
rõ ràng và không mơ hồ trong những lý do cho việc giám sát và các mục tiêu mà
nó sẽ đáp ứng. Hầu như tất cả các giám sát (trừ cảm biến từ xa) là một phần
trong một số xâm hại của môi trường được nghiên cứu và mở rộng và giám sát kế
hoạch kém có nguy cơ gây hại đến môi trường.
Hầu như tất cả các dự án giám sát bảo vệ môi trường chính là
một phần của một trường chiến lược theo dõi, nghiên cứu tổng thể, và các lĩnh vực
chiến lược.

### Thông số
xem thêm Các thông số chất lượng nước mặt

#### Hóa học

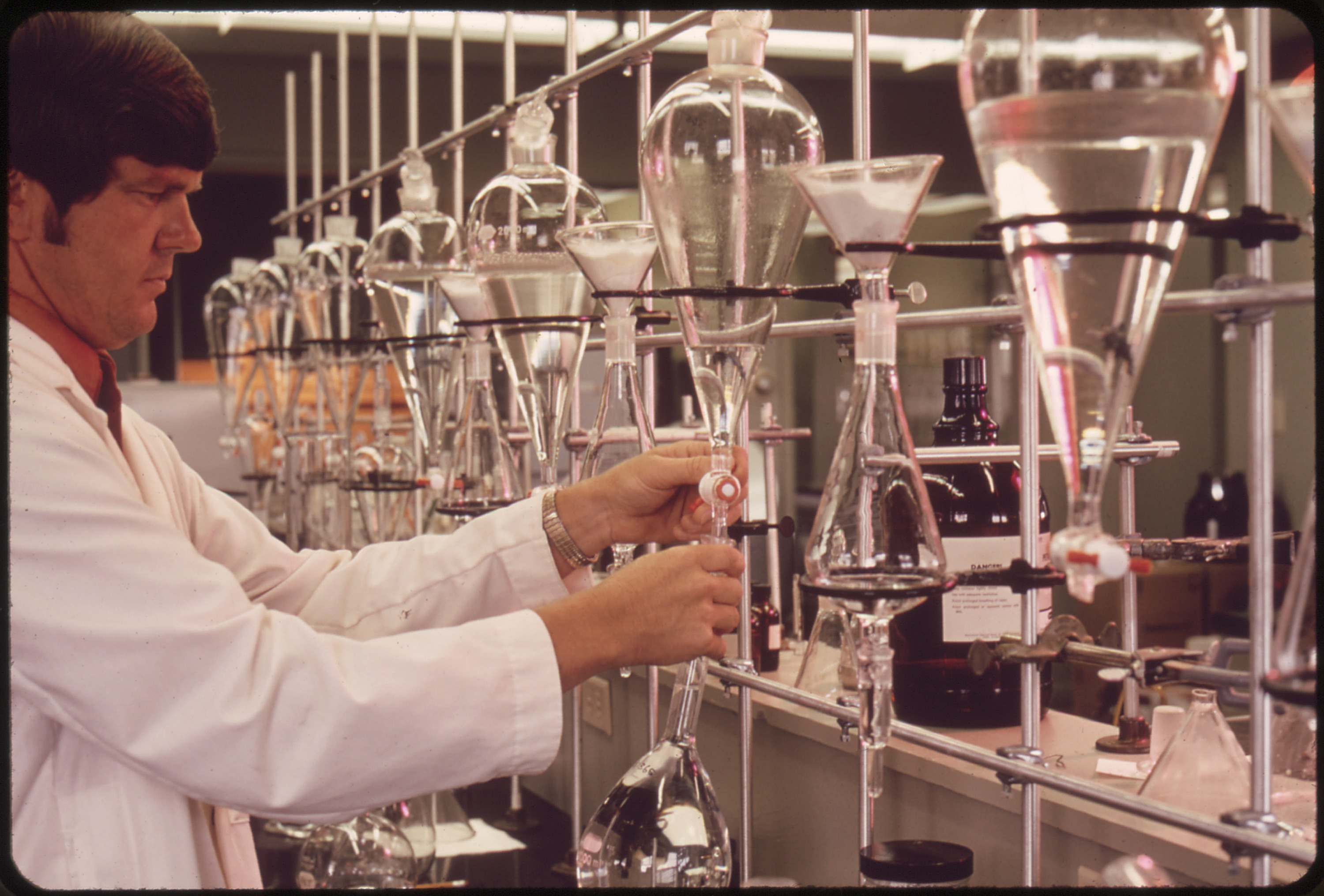
Phân tích mẫu nước cho thuốc trừ sâu

Phạm vi của các thông số chất hóa học có khả năng ảnh hưởng
đến bất kỳ hệ sinh thái là rất lớn và trong tất cả các chương trình theo dõi nó
là cần thiết để nhắm mục tiêu một bộ các thông số dựa trên kiến thức địa phương
và thực hành trong quá khứ cho một đánh giá ban đầu. Danh sách này có thể được
mở rộng hoặc giảm dựa vào việc phát triển kiến thức và kết quả của các cuộc điều
tra ban đầu.
Môi trường nước ngọt đã được nghiên cứu rộng rãi trong nhiều
năm và có một sự hiểu biết mạnh mẽ của sự tương tác giữa hóa học và môi trường ở
hầu khắp thế giới. Tuy nhiên, như vật liệu mới được phát triển và áp lực mới đến
chịu đựng, điều chỉnh đối với các chương trình giám sát sẽ được yêu cầu. Trong
20 năm qua mưa axit, các chất tương tự hormone tổng hợp, hydrocarbon halogen
hóa, các loại khí nhà kính và nhiều người khác đã yêu cầu thay đổi chiến lược
giám sát.

#### Sinh thái
Trong giám sát sinh thái, các chiến lược giám sát và nỗ lực
là hướng vào các loài động thực vật trong môi trường được xem xét và nghiên cứu
cụ thể cho từng cá nhân.
Tuy nhiên trong việc giám sát môi trường tổng quát hơn, nhiều
loài động vật hành động chỉ là mạnh mẽ về chất lượng của môi trường mà họ đang
trải qua hoặc đã có kinh nghiệm trong thời gian qua. Một trong những ví dụ quen
thuộc nhất là theo dõi số lượng cá hồi cá như cá hồi hay cá hồi Brown trong các
hệ thống sông, hồ để phát hiện các xu hướng chậm ảnh hưởng xấu đến môi trường.
Việc suy giảm mạnh trong quần thể cá hồi là một trong những dấu hiệu ban đầu của
vấn đề mà sau này được gọi là mưa acid.

#### Phóng xạ
Giám sát bức xạ liên quan đến việc đo liều bức xạ hoặc nhiễm
phóng xạ vì các lý do liên quan đến việc đánh giá hoặc kiểm soát tiếp xúc với bức
xạ ion hóa phóng xạ hoặc các chất, và diễn giải kết quả. Các 'đo' liều thường
có nghĩa là đo lường một số lượng tương đương với liều như một proxy (tức là
thay thế) cho một số lượng liều mà không thể được đo trực tiếp. Ngoài ra, lấy mẫu
có thể tham gia như là một bước chuẩn bị để đo lường của các nội dung của hạt
nhân phóng xạ trong môi trường truyền thông.
Giám sát bức xạ thường được thực hiện bằng cách sử dụng các
mạng cảm biến cố định và triển khai như Radnet Cơ quan Bảo vệ Môi trường Hoa Kỳ
và các mạng SPEEDI tại Nhật Bản. Khảo sát trong không khí cũng được thực hiện bởi
các tổ chức như các đội hỗ trợ khẩn cấp hạt nhân.

#### Vi Sinh
Vi khuẩn và virus là các nhóm phổ biến nhất theo dõi các
sinh vật vi sinh vật và các chỉ số liên quan rất lớn nơi nước trong môi trường
nước này sau đó được sử dụng làm nước uống hoặc nơi tiếp xúc với nước vui chơi
giải trí như bơi lội hay chèo thuyền được thực hành.
Mặc dù tác nhân gây bệnh là trọng tâm chính của sự chú ý,
các nỗ lực giám sát chính là hầu như luôn luôn hướng vào các loài chỉ thị rất
phổ biến hơn như Escherichia coli, có bổ sung vi khuẩn coliform tổng thể đếm.
Lý do đằng sau chiến lược giám sát này là hầu hết bệnh nhân bắt nguồn từ người
khác thông qua các dòng nước thải. Nhiều nhà máy xử lý nước thải không có khử
trùng giai đoạn cuối cùng và do xả nước thải mà một, mặc dù có sự xuất hiện sạch
sẽ, vẫn còn chứa nhiều hàng triệu vi khuẩn trên mỗi lít, phần lớn trong số đó
là vi khuẩn coliform tương đối vô hại. Đếm số lượng vi khuẩn vô hại nước thải
(hoặc ít độc) cho phép một phán quyết được đưa ra về các xác suất của một số
đáng kể các vi khuẩn gây bệnh hoặc vi rút có mặt. Nơi E. coli hoặc mức coliform
vượt giá trị kích hoạt thiết lập sẵn, theo dõi tích cực hơn bao gồm cả giám sát
cụ thể đối với các loài gây bệnh sau đó đượ c khởi xướng.

#### Quần thể
Giám sát các chiến lược có thể sản xuất giải đáp sai lệch
khi chuyển tiếp vào số lượng của các loài hay sự hiện diện hay vắng mặt của các
sinh vật đặc biệt nếu không có liên quan đến quy mô dân số. Hiểu các dân năng động
của một sinh vật được giám sát là rất quan trọng.
Như một ví dụ nếu sự hiện diện hay vắng mặt của một vật cụ
thể trong phạm vi 10 km vuông là biện pháp được thông qua bởi một chiến lược
giám sát, sau đó giảm dân số từ 10.000 cho mỗi hình vuông đến 10 cho mỗi hình
vuông sẽ không được chú ý mặc dù tác động rất đáng kể kinh nghiệm của các sinh
vật.

### Chương trình giám sát
Tất cả giám sát môi trường đáng tin cậy về mặt khoa học được
thực hiện phù hợp với một chương trình được công bố. Chương trình này có thể
bao gồm các mục tiêu chung của tổ chức, tài liệu tham khảo cho các chiến lược cụ
thể giúp cung cấp các mục tiêu và các chi tiết của dự án hay nhiệm vụ cụ thể
trong những chiến lược. Tuy nhiên các tính năng quan trọng của bất kỳ chương
trình là danh sách của những gì đang được theo dõi và giám sát như thế nào đó
là sẽ diễn ra và các quy mô thời gian mà tất cả nó phải xảy ra. Thông thường,
và thường là một phụ lục, một chương trình giám sát sẽ cung cấp một bảng các địa
điểm, ngày tháng và phương pháp lấy mẫu được đề xuất và trong đó, nếu thực hiện
đầy đủ, sẽ cung cấp các chương trình giám sát được công bố.

### Hệ thống quản lý dữ liệu giám sát môi trường
Với việc nhiều loài đang tằng về khối lượng thì tầm quan trọng
của việc giám sát càng lớn, phần mềm thương mại điện tử E-MDMS đang ngày càng
được sử dụng phổ biến bởi các ngành công nghiệp. Họ cung cấp một phương tiện quản
lý tất cả các dữ liệu giám sát ở một nơi trung tâm duy nhất. Xác nhận chất lượng,
kiểm tra việc tuân thủ, kiểm tra tất cả các dữ liệu đã được nhận, và cảnh báo gửi
thường được tự động. Chức năng thẩm vấn điển hình cho phép so sánh các bộ dữ liệu
cả hai tạm thời và không gian. Họ cũng sẽ tạo ra quy định và các báo cáo chứng
nhận chính thức.
Chứng nhận chính thức
Hiện nay (tháng 5 năm 2014) chỉ có một hệ thống chứng nhận đặc biệt cho các phần mềm quản lý dữ liệu môi trường. Này được cung cấp bởi Cơ quan Môi trường tại Anh dưới của nó Scheme Giám sát chứng nhận (MCERTS).
.
.

### Phương pháp lấy mẫu
Có một loạt các phương pháp lấy mẫu mà phụ thuộc vào các loại môi trường, vật liệu được lấy mẫu và phân tích tiếp theo của mẫu.
Cách lấy mẫu đơn giản nhất là làm đầy một chai sạch bằng nước sông và gửi nó đến nơi phân tích hóa học. Giai đoạn phức tạp hơn, dữ liệu mẫu có thể được xuất ra bằng thiết bị cảm biến điện tử phức tạp lấy phụ mẫu trong vòng một khoảng thời gian cố định hoặc thay đổi.

#### Mẫu Grab

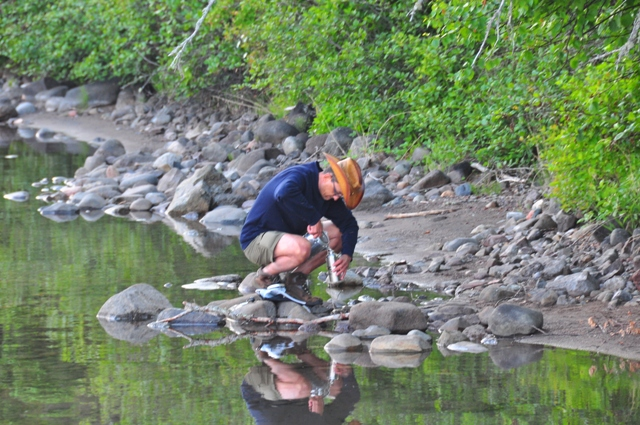
Thu thập mẫu Grab trên dòng

Mẫu Grab là mẫu lấy từ vật liệu đồng nhất, thường là nước, trong một lọ chứa nước. Đổ đầy nước sông vào chai sạch là một ví dụ rất phổ biến. Mẫu Grad cung cấp một cái nhìn tốt nhất về chất lượng của môi trường lấy mẫu tại các điểm lấy mẫu và tại thời điểm lấy mẫu. Nếu không có giám sát bổ sung, kết quả không thể được suy luận đến lần khác hoặc các bộ phận khác của các sông, hồ, nước ngầm.:3
Để mẫu Grab đại diện cho một dòng sông thì việc lấy mẫu được thực hiện theo chiều ngang và chiều dọc vào những thời điểm khác nhau trong ngày và trong năm. Đối với các dòng sông lớn thì cũng phải thực hiện điều tra theo chiều sau và phải làm như thế nào để quản lý tốt nhất vị trí lấy mẫu.:8–9
Trong hồ lấy mẫu là tương đối đơn giản để sử dụng lấy mẫu sâu mà có thể được hạ xuống đến độ sâu xác định trước và sau đó đóng cửa bẫy một lượng cố định của nước từ độ sâu cần thiết. Trong tất cả, nhưng các hồ cạn, có những thay đổi lớn trong thành phần hóa học của hồ nước ở độ sâu khác nhau, đặc biệt là trong những tháng mùa hè khi nhiều hồ phân tầng thành một lớp ấm áp cũng oxy hóa trên (epilimnion) và một lớp mát de-oxy thấp.
Trong các vùng biển mở môi trường biển mẫu lấy có thể thiết lập một loạt các thông số cơ sở-ngành liên quan như độ mặn và một loạt các nồng độ cation và anion. Tuy nhiên, khi điều kiện thay đổi một vấn đề chẳng hạn như gần lưu lượng nước sông hay nước cống, gần với ảnh hưởng của núi lửa hoặc gần khu vực của nguồn nước ngọt từ băng tan chảy, một mẫu lấy có thể chỉ đưa ra một câu trả lời khi đưa về riêng của mình.

#### Giám sát bán liên tục và liên tục

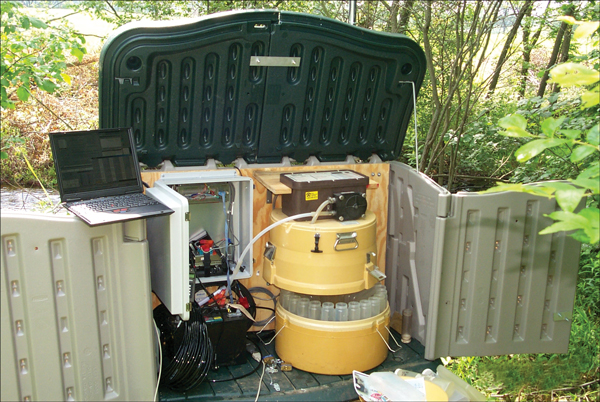
Một trạm lấy mẫu tự động và dữ liệu logger (để ghi lại nhiệt độ, độ dẫn cụ thể, và nồng độ oxy hòa tan)

Có một loạt các thiết bị lấy mẫu chuyên ngành có sẵn mà có thể được lập trình để lấy mẫu tại các khoảng thời gian cố định hoặc thay đổi hoặc phản ứng với sự kích thích bên ngoài. Ví dụ một mẫu có thể được lập trình để bắt đầu lấy mẫu của một con sông trong khoảng thời gian 8 phút khi cường độ mưa tăng lên trên 1 mm / giờ. Việc kích hoạt trong trường hợp này có thể là một đo mưa từ xa, giao tiếp với các mẫu bằng cách sử dụng điện thoại di động hoặc các công nghệ sao băng bùng nổ.Thiết bị lấy mẫu cũng có thể lấy mẫu đơn rời rạc trong từng khu lấy mẫu hoặc số lượng lớn lên mẫu vào hỗn hợp vì vậy mà trong suốt một ngày, một mẫu như vậy có thể sản xuất 12 mẫu tổng hợp mỗi bộ gồm 6 tiểu mẫu lấy khoảng thời gian 20 phút.
Theo dõi liên tục hay bán liên tục liên quan đến việc có một cơ sở phân tích tự động gần với môi trường đang được theo dõi để các kết quả có thể, nếu có yêu cầu, được xem trong thời gian thực. Hệ thống như vậy thường được thiết lập để bảo vệ nguồn cung cấp nước quan trọng như trong các hệ thống quy sông Dee nhưng cũng có thể là một phần của một chiến lược giám sát tổng thể về chiến lược con sông lớn, nơi cảnh báo sớm các vấn đề tiềm năng là rất cần thiết. Hệ thống như vậy thường xuyên cung cấp các dữ liệu về các thông số như pH, oxy hòa tan, độ dẫn, độ đục và màu sắc nhưng nó cũng có thể hoạt động khí sắc ký lỏng với công nghệ khối phổ (GLC / MS) để kiểm tra một loạt các chất ô nhiễm hữu cơ tiềm ẩn. Trong tất cả các ví dụ về phân tích ngân hàng phía tự động có một yêu cầu đối với nước được bơm từ sông vào các trạm giám sát. Chọn một địa điểm cho các đầu vào bơm là bằng nhau là quan trọng như việc quyết định về vị trí của một mẫu lấy sông. Thiết kế của máy bơm và đường ống cũng đòi hỏi thiết kế cẩn thận để tránh các đồ tạo tác được giới thiệu thông qua các hành động của bơm nước. Nồng độ oxy hòa tan là khó khăn để duy trì thông qua một hệ thống bơm và thiết bị GLC / MS có thể phát hiện các chất ô nhiễm hữu cơ vi sinh từ các đường ống và các tuyến.

#### Lấy mẫu thụ động
Việc sử dụng lấy mẫu thụ động làm giảm đáng kể chi phí và nhu cầu về cơ sở hạ tầng trên các vị trí lấy mẫu. Lấy mẫu thụ động là dùng một lần và có thể được sản xuất với chi phí tương đối thấp, do đó chúng có thể được sử dụng với số lượng lớn, cho phép hình thành một lớp tốt hơn và nhiều dữ liệu được thu thập. Do được nhỏ các mẫu thụ động cũng có thể được ẩn, và do đó giảm nguy cơ phá hoại. Ví dụ về các thiết bị lấy mẫu thụ động là gradient khuếch tán trong màng mỏng (DGT) sampler, Chemcatcher, Polar hữu cơ tích hợp hóa sampler (POCIS), và một máy bơm lấy mẫu không khí.

#### Giám sát từ xa
Mặc dù thu thập dữ liệu trên nơi lắp đặt bằng cách sử dụng thiết bị đo lường điện tử là phổ biến chỗ, nhiều chương trình giám sát cũng sử dụng giám sát từ xa và truy cập dữ liệu từ xa trong thời gian thực. Điều này đòi hỏi các thiết bị theo dõi trên nơi lắp đặt được kết nối với một trạm gốc thông qua hoặc một mạng từ xa, đường dây mặt đất, mạng lưới điện thoại di động hoặc hệ thống đo từ xa khác như Meteor. Lợi thế của việc giám sát từ xa là nhiều nguồn dữ liệu có thể đi vào một trạm cơ sở duy nhất để lưu trữ và phân tích. Nó cũng cho phép mức độ kích hoạt hoặc mức độ cảnh báo được thiết lập cho các trang web theo dõi cá nhân và/hoặc các thông số để bạn hành động ngay lập tức có thể được bắt đầu nếu một mức độ kích hoạt được vượt quá. Việc sử dụng giám sát từ xa cũng cho phép cài đặt các thiết bị giám sát rất rời rạc mà thường có thể được chôn cất, ngụy trang hoặc buộc trước sâu trong một cái hồ hay sông chỉ với một cây roi ngắn nhô ra trên không. Sử dụng các thiết bị như vậy có xu hướng giảm phá hoại và trộm cắp khi giám sát tại các địa điểm dễ dàng tiếp cận của công chúng.

#### Viễn thám
Viễn thám môi trường sử dụng máy bay hoặc vệ tinh để giám sát môi trường bằng cách sử dụng cảm biến đa kênh
Có hai loại viễn thám. viễn thám thụ động phát hiện bức xạ tự nhiên mà được phát ra hay phản ánh bởi các đối tượng hoặc khu vực xung quanh được quan sát. Ánh sáng mặt trời phản xạ là nguồn phổ biến nhất của bức xạ được đo bằng cảm biến thụ động và viễn thám môi trường, sử dụng các bộ cảm biến được điều chỉnh với các bước sóng cụ thể từ xa hồng ngoại thông qua tần số ánh sáng nhìn thấy được thông qua để xa cực tím. Khối lượng dữ liệu có thể được thu được là rất lớn và yêu cầu hỗ trợ tính toán chuyên dụng. Các đầu ra của phân tích dữ liệu từ cảm biến từ xa là hình ảnh màu giả mà phân biệt sự khác biệt nhỏ trong các đặc tính bức xạ của môi trường đang được theo dõi. Với một nhà điều hành khéo léo lựa chọn các kênh cụ thể nó có thể để khuếch đại sự khác biệt đó là không thể nhận thấy được bằng mắt thường. Đặc biệt nó có thể phân biệt những thay đổi tinh tế trong chlorophyll a và nồng độ chất diệp lục b trong các nhà máy và các khu vực hiển thị của một môi trường với chế độ dinh dưỡng hơi khác nhau.
Hoạt động viễn thám phát ra năng lượng và sử dụng một cảm biến thụ động để phát hiện và đo bức xạ đó là phản xạ hoặc tán xạ từ mục tiêu. LIDAR thường được sử dụng để có được thông tin về địa hình của một khu vực, đặc biệt là khi diện tích quá lớn và dẫn khảo sát sẽ là tốn kém hoặc khó khăn.
Viễn thám làm cho nó có thể để thu thập dữ liệu về các khu vực nguy hiểm hoặc không thể tiếp cận. Các ứng dụng của viễn thám bao gồm giám sát tình trạng phá rừng ở các khu vực như các lưu vực sông Amazon, tác động của biến đổi khí hậu trên các sông băng và Bắc Cực và Nam Cực, và chiều sâu âm của độ sâu biển và ven biển.
Nền tảng Orbital thu thập và truyền tải dữ liệu từ các bộ phận khác nhau của quang phổ điện từ, kết hợp với quy mô lớn hơn cảm biến và phân tích trên không hoặc trên mặt đất, cung cấp thông tin để theo dõi các xu hướng như El Niño và hiện tượng hạn ngắn và dài tự nhiên khác. Các ứng dụng khác bao gồm khu vực khác nhau của khoa học trái đất như quản lý tài nguyên thiên nhiên, quy hoạch sử dụng đất và bảo tồn.

#### Giám sát sinh học
Việc sử dụng các sinh vật sống như một công cụ giám sát có nhiều thuận lợi. Sinh vật sống trong môi trường trong nghiên cứu liên tục tiếp xúc với những ảnh hưởng vật lý, sinh học và hóa học của môi trường đó. Sinh vật có xu hướng tích lũy loài hóa học thường có thể tích lũy số lượng đáng kể vật liệu từ nồng độ rất thấp trong môi trường. Rêu đã được sử dụng bởi nhiều nhà nghiên cứu theo dõi nồng độ kim loại nặng vì xu hướng của họ để chọn lọc hấp thụ kim loại nặng.
Tương tự như vậy, lươn đã được sử dụng để nghiên cứu các hóa chất hữu cơ halogen hóa, vì đây là những hấp phụ vào các chất béo lắng đọng trong lươn.

#### Phương pháp lấy mẫu khác
Lấy mẫu sinh thái đòi hỏi kế hoạch cẩn thận là đại diện và là không xâm lấn càng tốt. Đối với đồng cỏ và môi trường sống ngày càng tăng thấp khác việc sử dụng của một phương trình bậc hai - một khung vuông 1m - thường được sử dụng với những con số và các loại sinh vật phát triển trong từng lĩnh vực được tính.
Trầm tích và đất đòi hỏi các công cụ lấy mẫu chuyên để đảm bảo rằng các tài liệu thu hồi là đại diện. Lấy mẫu như vậy thường được thiết kế để phục hồi một phân vùng nào đó của vật chất và cũng có thể được thiết kế để phục hồi các trầm tích hay đất sinh vật sống cũng như lấy mẫu Ekman.

#### Diễn giải dữ liệu
Việc giải thích các dữ liệu môi trường tạo ra từ một chương trình giám sát cũng được thiết kế là một chủ đề lớn và phức tạp giải quyết bằng nhiều ấn phẩm. Đáng tiếc đôi khi nó là trường hợp mà các nhà khoa học tiếp cận phân tích kết quả với kết quả trước hình thành trong tâm trí và sử dụng hoặc sử dụng sai số liệu thống kê để chứng minh rằng điểm đặc biệt riêng của họ xem là chính xác.
Thống kê vẫn còn là một công cụ thực sự dễ dàng để sử dụng hoặc sử dụng sai để chứng minh các bài học kinh nghiệm từ việc giám sát môi trường.

#### Chỉ số chất lượng môi trường
Kể từ khi bắt đầu quan trắc môi trường khoa học, một số chỉ số chất lượng được đưa ra để giúp phân loại và làm sáng tỏ ý nghĩa của số lượng đáng kể các dữ liệu liên quan. Nói rằng một đoạn sông là trong "Class B" là khả năng được nhiều thông tin hơn là nói rằng đoạn sông này có một BOD trung bình 4.2, một bình oxy hòa tan 85%, vv Tại Anh Cơ quan Môi trường chính thức sử dụng một hệ thống gọi là đánh giá chất lượng chung (GQA) mà phân thành sáu con sông băng thư chất lượng từ A đến F dựa trên các tiêu chí hóa học và sinh học trên các tiêu chí. and on biological criteria. Cơ quan Môi trường và các đối tác phân cấp của mình ở xứ Wales (Hội đồng Nông thôn xứ Wales, CCW) và Scotland (Cơ quan Bảo vệ Môi trường Scotland, SEPA) bây giờ sử dụng một hệ thống sinh học, hóa học và phân loại vật chất cho các con sông và hồ nước tương ứng với các Khung về Nước của EU.